# نادي الزيتون (السعودية)
نادي الزيتون نادي رياضي سعودي يقع في محافظة بلقرن في سبت العلاية،    وأنشئ عام 1395 هـ.    

## مجلس الإدارة
- يتألف مجلس إدارة النادي من رئيس ونائب للرئيس وأمين عام وأمين صندوق وستة أعضاء وشرف اجتماعي وسكرتير للنادي بالإضافة إلى عدد من المدربين الجيدين.

### يضم النادي عدد من المنشات
- ملعب كرة قدم مزروع بالنجيله الطبيعية ويقع في الجهة الغربية من النادي ويوجد به منصه تتسع لاكثر من 400 متفرج.[8]
- ملعب كرة قدم رديف ويوجد به منصه تتسع لحوالي 500 متفرج.
- ملعب كرة يد مزروع بالنجيل الصناعي وهو ملعب قانوني ومضاء.
- ملعب كرة طائره قانوني ومضاء.
- ملعب للتنس الأرضي وصاله تنس طاوله وصالة جودووالعاب قوى.
- قاعة اجتماعات.
- مسرح ويستخدم في النشاطات الثقافية والندوات والامسيات الشعرية.
- مكتبة النادي وتضم العديد من الكتب والتي تخدم شباب أبناء المنطقة.
- معرض فني ويقام عليه سنويا الأعمال الفنية لفناني المنطقة.
- مسجد النادي.

## إنجازات النادي
حقق النادي العديد من الانجازات الرياضية وسوف اذكر بعض هذه الانجازات ومنها على سبيل المثال لا الحصر:

### كرة القدم
- المركز الأول لدرجة الشباب والاشبال عام 1402 / 1403
- المركز الأول على مستوى المنطقة درجه أولى في دورة المصيف عام 1407 /1408
- المركز الأول على مستوى المنطقة درجة ناشئين عام 1410 /1411
- المركز الأول على مستوى المنطقة درجة شباب عام 1411/1412
- المركز الأول على مستوى المنطقة درجة ناشئين عام 1411/1412
- المركز الأول على مستوى المنطقة درجة ناشئين عام 1414/1415
- وصل النادي إلى الدور قبل النهائي لبطولة المملكة لكرة القدم درجة ناشئين وخرج على يد نادي الاتحاد بطل المملكة.

### كرة اليد
- المركز الأول على مستوى المنطقة درجة ناشئين عام 1401/1402

### تنس الطاولة
- المركز الأول على مستوى المنطقة درجة شباب عام 1408 /1409

### كرة الطائرة
- المركز الأول على مستوى المنطقة درجه شباب عام 1413 /1414
- المركز الأول على مستوى المنطقة درجة شباب عام 1415 /1416

### تنس ارضي
- المركز الأول على مستوى المنطقة درجة أولى عام 1410 /1411
- المركز الأول على مستوى المنطقة درجة أولى عام 1413 /1414
- المركز الثاني في بطولة الاتحاد السعودي للتنس درجة أولى 1435 / 1436
- الصعود لدوري الدرجة الممتازة لأول مرة في تاريخ النادي 1435 / 1436

### اختراق الضاحية
- المركز الأول على مستوى المنطقة درجة شباب عام 1409 / 1410
- المركز الأول على مستوى المنطقة درجة اشبال عام 1409 /1410
- المركز الأول على مستوى المنطقة درجة ناشئين عام 1410 /1411

هناك انجازات كثيره لم نذكرها واكتفينا فقط ببعضها.
ويقيم النادي سنويا مسابقه في القران الكريم ضمن الأنشطة الثقافية ويشارك أبناء النادي في انشطه اجتماعيه ومعسكرات ورحلات